# عربسات-c1
عربسات -c1 (بالإنجليزية: Arabsat-1C)‏ ويعرف أيضًا نظام الأقمار الصناعية الوطنية الهندية - دي تي 2 (بالإنجليزية: INSAT-2DT)‏ هو قمر صناعي للاتصالات سعوديًا ثم لاحقًا هنديًا، كان يديره عربسات في البداية، ثم من قِبل نظام القمر الصناعي الهندي.

## الإطلاق وخدمة عربسات
تم إطلاقه عام 1992 باسم عربسات -c1، وتم تشغيله عند خط الطول 31 درجة شرقًا في مدار ثابت بالنسبة للأرض، حيث تم استخدامه لتوفير خدمات الاتصالات إلى الدول العربية. تم إنشاؤه بواسطة إيروسباسيال، استنادًا إلى المحطة الفضائية 100، وحمل مستجيبين من (نطاق s) و 25 جهازًا مستجيبًا (نطاق c من الناتو). عند الإطلاق، كانت الكتلة تبلغ 1170 كجم (2,580 رطل)، وعمر تشغيلي متوقع يبلغ سبع سنوات.
تم إطلاقه بواسطة شركة أريان سبيس باستخدام صاروخ أريان 4 بتكوين 44L، وحلقت من أريان 2 في مركز غيانا الفضائي في كورو. تم الإطلاق في الساعة 22:58:10 بالتوقيت العالمي في 26 فبراير 1992. وكان هذا هو القمر الصناعي حافلة الفضاء 100 الأخير الذي سيتم إطلاقه.

## العمليات الهندية
في نوفمبر 1997، تم بيع عربسات-c1 للهند باسم نظام الأقمار الصناعية الوطنية الهندية - دي تي 2، في ديسمبر، تم نقله إلى فتحة جديدة عند خط الطول 55 درجة شرقًا، حيث حل محل القمر الصناعي نظام الأقمار الصناعية الوطنية الهندية - دي تي الذي فشل في المدار. بقي عند 55 درجة شرقًا حتى أغسطس 2003، عندما تم نقله إلى 85.2 درجة شرقًا ليصل في نوفمبر. بحلول وقت مغادرته 55 درجة، كان ميله المداري قد زاد إلى حد ما.
حتى أكتوبر 2004 بقي نظام الأقمار الصناعية الوطنية الهندية - دي تي 2 عند 85.2 درجة شرقًا، عندما تم تقاعده من الخدمة ووضعه في مدار جبانة.